# Konstantinos Mitroglou
Konstantinos „Kostas“ Mitroglou (griechisch Κωνσταντίνος Μήτρογλου; * 12. März 1988 in Kavala) ist ein griechischer ehemaliger Fußballspieler, der auch die deutsche Staatsbürgerschaft besitzt.

## Herkunft
Mitroglou kam 1988 in Kavala zur Welt und wanderte im Kindesalter mit seiner Familie nach Deutschland aus. Er wuchs in Neukirchen-Vluyn am Niederrhein in Nordrhein-Westfalen auf.

## Karriere im Verein
Mitroglou begann seine Karriere 1994 beim TuS Preußen Vluyn. Im Jahre 2001 wechselte er zu SV Neukirchen, wo er mindestens die C-Jugend des Clubs durchlief. 2003 wechselte Mitroglou als B-Jugendlicher zum MSV Duisburg. 2005 nahm ihn Borussia Mönchengladbach unter Vertrag, wo er bis 2007 noch in der Jugend aktiv war und in 35 Spielen insgesamt 38 Tore erzielte. Mit 17 Jahren wurde er in die zweite Mannschaft befördert, mit der er im Sommer 2006 in die Regionalliga West aufstieg. Für die Fohlen traf er in 23 Regionalliga-Partien kein einziges Mal.
Zur Saison 2007/08 wechselte er, nach guten Leistungen in der griechischen U-21-Fußballnationalmannschaft, in seine Heimat zu Olympiakos Piräus. Die Ablösesumme betrug laut Medienberichten 200.000 Euro. Dort trug er zunächst die Nummer 22 und wurde vom Klub für die Gruppenphase der Champions League gemeldet. Sein erstes Spiel in der griechischen Liga bestritt er am 30. September 2007 gegen Aris Saloniki. Sein Champions-League-Debüt gab Mitroglou am 11. Dezember 2007 im Heimspiel gegen den SV Werder Bremen, als er in der 82. Spielminute für Darko Kovačević ins Spiel kam. Im Januar 2011 wurde er bis zum Saisonende an den griechischen Erstligisten Panionios Athen ausgeliehen und erzielte dort in elf Partien acht Treffer. Im Sommer 2011 wurde er erneut ausgeliehen, diesmal für ein Jahr an den Ligakonkurrenten Atromitos Athen. Mitroglou schoss in 28 Spielen insgesamt 16 Tore und zog mit Atromitos ins griechische Pokalfinale ein. Nach Ablauf des Leihvertrages kehrte er endgültig nach Piräus zurück. Am 2. Oktober 2013 erzielte Mitroglou im Champions-League-Spiel gegen den RSC Anderlecht alle drei Treffer für Olympiakos Piräus (3:0). Auch in der griechischen Meisterschaft erzielte Mitroglou nach sieben Spieltagen drei Hattricks.
Am 30. Januar 2014 wechselte Mitroglou in die Premier League zum FC Fulham. Er unterschrieb einen  bis zum 30. Juni 2018 laufenden Vertrag. Nach dem Abstieg des FC Fulham kehrte Mitroglou am 31. August 2014 bis zum Ende der Saison 2014/15 zu Olympiakos Piräus zurück. Im August 2015 wurde er weiter an Benfica Lissabon verliehen.
Ab August 2017 stand Mitroglou beim französischen Erstligisten Olympique Marseille unter Vertrag. Am 31. Januar 2019 gab Galatasaray Istanbul die Leihe von Mitroglou bekannt. Sein Leihvertrag lief bis zum Ende der Saison 2019/20. Mitroglou ist der erste griechische Fußballspieler in der Vereinsgeschichte von Galatasaray. Galatasaray verlieh Mitroglou während der Saison 2019/20 weiter an den PSV Eindhoven. Er spielte von Februar 2021 bis Juni 2022 beim griechischen Erstligisten Aris Thessaloniki. Anfang 2023 schloss sich Mitroglou dem Kreisligisten SpVgg Rheurdt-Schaephuysen an. Dort spielte er nur ein halbes Jahr und wechselte dann zum Landesligisten SV Scherpenberg, den er aber Anfang September 2023 wieder verließ.

## Nationalelf
Mit der U-19 Griechenlands nahm er an der U19-Europameisterschaft 2007 teil. Im Turnierverlauf wurde er mit sechs Treffern zum Toptorjäger und landete mit seinem Team auf dem zweiten Platz. Im Halbfinale gegen Deutschland erzielte er auch ein Tor und konnte somit einen Beitrag zum 3:2-Sieg und zum Finaleinzug seines Landes leisten.
Am 14. November 2009 gab Mitroglou sein Debüt in der A-Nationalmannschaft Griechenlands, als er im Hinspiel der Relegation zur Fußball-Weltmeisterschaft 2010 gegen die Ukraine (0:0) in der 71. Minute für Dimitrios Salpingidis eingewechselt wurde. Mitroglou wurde für den vorläufigen Kader zur WM 2010 nominiert. In den endgültigen Nationalmannschafts-Kader schaffte er es jedoch nicht.
Nachdem Fernando Santos das Traineramt der Nationalmannschaft übernommen hatte, avancierte Mitroglou zu einer festen Größe in der griechischen Nationalmannschaft. Vier Jahre nach seinem Debüt musste er mit der griechischen Auswahl erneut in die Play-off-Spiele zur Fußball-Weltmeisterschaft 2014. In den beiden Spielen gegen Rumänien (3:1, 1:1) hatte Mitroglou mit drei Toren wesentlichen Anteil an der erfolgreichen Qualifikation Griechenlands.

## Erfolge
- Portugiesischer Meister: 2016, 2017
- Torschützenkönig A-Jugend BL West Saison 2004-05
- U19-Vize-Europameister 2007
- Griechischer Supercup-Sieger 2007 mit Olympiakos Piräus
- Griechischer Meister 2007/08, 2008/09, 2010/11, 2012/13, 2014/15 mit Olympiakos Piräus
- Griechischer Pokalsieger 2007/08, 2008/09, 2012/13, 2014/15 mit Olympiakos Piräus
- Griechischer Fußballer des Jahres 2011/12
- Türkischer Meister: 2018/19
- Türkischer Pokalsieger: 2018/19